# Gastropeksja
Gastropeksja – zabieg chirurgiczny polegający na przyszyciu ściany żołądka do ściany jamy brzusznej. Taki zrost żołądka i ściany brzucha praktycznie uniemożliwia obrót żołądka, unieruchamiając go w jednym miejscu.